# 図書規制法
図書規制法（としょきせいほう）は、1984年（昭和59年）に自由民主党（自民党）が立案した日本の法律案の通称である。正式名称は「少年の健全な育成を阻害する図書類の販売の規制に関する法律（仮称）案要綱試案」で、法律案ではあるが、文献では「図書規制法」の名前で言及されるのが普通である。様々な要因が重なって自民党が法案提出を断念した。

## 前兆
1983年（昭和58年）頃の日本では、様々な少女向け雑誌がセックスに関する記事を掲載しており、これに目をつけた読売新聞や朝日新聞は1983年にそうした傾向を特集に組んで話題に取り上げていた。ただし、当初はその内容を攻撃するものではなく、むしろ肯定的なものだった。新聞で最初にこの話題を取り上げたのは読売新聞で、1983年8月のことである。その後も、朝日新聞が10月19日に同じような特集を組んだが、やはり肯定的な内容だった。この時点では、新聞の論調はとりたてて攻撃を目的としたものではなかった。また、報道されたからと言って特に騒ぎになるようなこともなかった。
一方、週刊誌では『週刊現代』が9月24日号で同様の特集を組み、これを読んだ文部省の幹部が驚いて騒ぎ始めたのが以後の政治的、社会的混乱の発端であると言われている。同年11月2日に、文部政務次官が雑協の倫理委員会幹部を呼び、少女雑誌のセックス記事を自粛に協力するよう「要請」した。

## 予算委員会での議論
一方、政治の側で大きな動きが起こる原因となったのは、第101回特別国会の衆議院予算委員会における1984年（昭和59年）2月14日の「三塚発言」である。
三塚発言というのは、同日の衆議院予算委員会で三塚博政調副会長（当時）が、少女向け雑誌のセックス記事がどぎついと指摘した質問のことを指す。三塚は「体位から始まり、それからどうやったらそれが成功するかということから、さらに中絶、愛撫術、同性愛のやり方、それからオナニー学、体位学、浮気学、イラストで全部入っております。それで十三、十四の子供がボーイフレンドとのそういうことについての体験談、これが克明に記されておるのであります」「このようなものが堂々と売られておるという状況は、まさに私は政治家の一人として放置できません」などと発言。具体例として5誌の名を挙げて、「断固たる措置」を求めた。
ここで問題だと名指しされたのが、主婦の友社『ギャルズライフ』、飛鳥新社『ポップティーン』、近代映画社『エルティーン』、学習研究社『キッス』、平和出版『キャロットギャルズ』の5誌である。三塚が国会で取り上げた5誌のうち、翌日の2月15日には早くも『キッス』と『キャロットギャルズ』が廃刊を発表。また『ギャルズライフ』と『ポップティーン』は「内容を過激な性表現を抑えた平穏なものへ軌道修正する」と発表した（『ギャルズライフ』はのち廃刊）。
この三塚の質問に対する中曽根康弘首相の答弁は、「私も全く心配していることがこの国会の論戦、論議の上に上ってきたことを非常に喜ぶものでございます」「この問題は、憲法の表現の自由とか言論、出版の自由の問題が絡んできますから、その点は、正常なそういう出版や言論については十分配慮をするけれども、青少年たちをこの俗悪な、あるいは犯罪行為を誘発するような環境から守ることについては、必要あらば立法措置も辞すべきではない、あるいは行政措置でやるものはやるべきである、そういう考えに立ちまして、立法も含めて至急検討してまいりたい」というもので、表現規制の立法化に非常に積極的な答弁をおこなった。
また、三塚の質問に関連して森喜朗文部大臣（当時）が「こんなものが報道の自由、表現の自由ということの中で何らかの規制もできないということ」「こういう大人の営利目的のため、金をもうけるためなら子供の心がむしばまれてもしようがないのだという考え方」は「社会の病理現象」であると批判した。
ちなみに同日中の質問の中で、三塚は当時殺人事件を起こして問題になっていた戸塚ヨットスクールを肯定する発言も行っている。
また2月21日の衆議院予算員会でも、民社党の中野寛成衆議院議員が青少年の健全育成の話題を取り上げ、青少年がセックス産業や「有害な雑誌」などに触れることについて、「これらを警察として取り締まるすべは現在ないのか」と質問した。これに対して森文部大臣は、「文部省といたしましては、とにかく関係省庁と相談をしながらそのことに打ちかっていく、あるいは家庭と社会と学校とのブリッジ、この相互関係の協力を維持していく、そういう地域社会というものを形成していくしか現在のところは道がない、私はこう考えております」と答えている。
長岡義幸は、三塚の母親のもとに唐突に送られてきた投書が、国会での三塚の質問の伏線になっていると指摘して議論のあらましを紹介している。
なお、セックスに関連した表現規制やわいせつ問題は、しばしばこの手の母親や父親による政治家やその親族への密告の手紙が発端となった。2002年に松文館発行の成年マンガ雑誌『姫盗人』と同誌に掲載されたエロマンガを書籍化した単行本『密室』（ビューティーヘア作)がわいせつ罪で摘発された事件（松文館事件）においても、同様に密告の手紙が発端だったことが知られている。この事件では自民党議員の平沢勝栄のもとに、ある高校2年生の息子の父親から匿名の手紙が届き、この手の雑誌を発禁処分にしろという内容の密告を行った（密告した投書には実際に「発禁処分にしていただくよう強く要望します」と書かれていた）。また1956年に「太陽族映画」批判を行うために『週刊朝日』の執筆者が投書を捏造した時も石原慎太郎の母親宛てであった。

## 法案公表
一方、自民党内では藤尾正行政調会長が法規制を提案、このわずか1週間後の2月28日に自民党は「少年の健全な育成を阻害する図書類の販売の規制に関する法律（仮称）案要綱試案」を発表した。法案の内容は、これまで各自治体が行っていた規制を国に一元化するものである（いわゆる「中央立法」）。当初、罰金刑だったものが、次第にエスカレートし最後には法案に罰則として懲役刑も加えられ、厳罰化された。しかしこの後、自民党の態度が次第に怪しくなっていく。

## 法案提出断念
同年4月に出版倫理協議会議長と三塚が協議を行い、出版社側で自主規制することを決めた。このため、自民党は図書規制法の提出に柔軟な姿勢を見せるようになった。
この間に、青少年育成国民会議は日本チェーンストア協会に対し「青少年の非行対策に関する協力方依頼について」なる文書を送付し、「俗悪な雑誌類」の規制を「お願い」している。この手の「お願い」と称した「自主規制」の事実上の強要はしばしば使われる手段で、1990年に発生した「有害コミック騒動」の時にも、警察庁から社団法人日本フランチャイズチェーン協会宛てに「青少年を取り巻く有害環境の浄化対策へのご協力について」という警告文書が送付され、「お願い」と称して販売規制へ舵を切るよう圧力がかけられた。
一方、各党の足並みが乱れてきたことや、青少年問題審議会（青少審）が法案は憲法に抵触すると見ていたこと、青対本部が法案作りに消極的だったこともあって、4月24日に自民党は法案提出を断念し、代わりに国会決議をすることに方針を転換した。こうして、図書規制法案は国会に提出されることはなかった。